# 風間宏矢
風間 宏矢（かざま こうや、1993年4月16日 - ）は、広島県出身のプロサッカー選手。シンガポールプレミアリーグ・BGタンピネス・ローバースFC所属。ポジションはミッドフィールダー。
元サッカー日本代表の風間八宏の次男で、兄の風間宏希もプロサッカー選手（ザスパクサツ群馬所属）。妻は、タレント・女優の藤木由貴。

## 来歴
静岡市立清水商業高等学校を卒業後（同期は青木翼ら）、2012年にドイツ・ブンデスリーガ3部・VfLオスナブリュックに入団。しかし、選手登録するに当たって必要であったビザの取得がシーズン終了までに間に合わなかった事で正式契約をする事ができず、公式戦出場も不可能となった。
同年7月に兄の宏希と共に父・八宏が監督を務める川崎フロンターレに移籍。当シーズンは10試合に出場しその内の9試合がスターティングメンバーでの出場であった。しかし翌2013年になると出場機会が激減し、12月5日付けで契約満了に伴い、宏希とともに川崎を退団する事となった。
その後、練習参加を経て2014年2月12日にJ2・大分トリニータへの加入が発表された。開幕後程なくしてトップ下でスタメンの座を掴むとチーム2位となる6得点を記録した。
2015年は監督が田坂和昭から柳田伸明に交代した後はベンチ外となることも多かった。同年7月にFC岐阜に期限付き移籍し、翌2016年から完全移籍となった。2017年8月26日にフクダ電子アリーナで行われたジェフユナイテッド千葉戦でハットトリックを達成した。
2019年8月5日、FC琉球へ期限付き移籍で加入。川崎時代以来6年ぶりに兄・宏希とチームメイトになった。翌2020年からは完全移籍に移行した。
2022年よりジェフユナイテッド市原・千葉へ完全移籍で加入した。
2023年6月2日、タレントの藤木由貴と入籍したことをジェフユナイテッド市原・千葉公式ウェブサイトにて発表した。
2025年6月12日、ジェフ千葉は海外クラブへの移籍を前提とした手続きと準備のため風間がチームを離脱することを発表。6月16日、シンガポールプレミアリーグのBGタンピネス・ローバースFCへの移籍が発表された。13年前に入団したVfLオスナブリュックでは公式戦出場がなかったため、海外挑戦は今回が事実上初となる。

## 所属クラブ
- 江尻サッカースポーツ少年団
- 清水FC
- 静岡市立清水商業高等学校
- 2012年 - 同年7月  VfLオスナブリュック
- 2012年7月 - 2013年  川崎フロンターレ
- 2014年 - 2015年  大分トリニータ
  - 2015年7月 - 同年12月  FC岐阜（期限付き移籍）
- 2016年 - 2019年  FC岐阜
  - 2019年8月 - 同年12月  FC琉球（期限付き移籍）
- 2020年 - 2021年  FC琉球
- 2022年 - 2025年  ジェフユナイテッド市原・千葉
- 2025年 -  BGタンピネス・ローバースFC

## 個人成績
| 国内大会個人成績 | 国内大会個人成績 | 国内大会個人成績 | 国内大会個人成績 | 国内大会個人成績 | 国内大会個人成績 | 国内大会個人成績 | 国内大会個人成績 | 国内大会個人成績 | 国内大会個人成績 | 国内大会個人成績 | 国内大会個人成績 |
| 年度             | クラブ           | 背番号           | リーグ           | リーグ戦         | リーグ戦         | リーグ杯         | リーグ杯         | オープン杯       | オープン杯       | 期間通算         | 期間通算         |
| 年度             | クラブ           | 背番号           | リーグ           | 出場             | 得点             | 出場             | 得点             | 出場             | 得点             | 出場             | 得点             |
| 日本             | 日本             | 日本             | 日本             | リーグ戦         | リーグ戦         | リーグ杯         | リーグ杯         | 天皇杯           | 天皇杯           | 期間通算         | 期間通算         |
| ---------------- | ---------------- | ---------------- | ---------------- | ---------------- | ---------------- | ---------------- | ---------------- | ---------------- | ---------------- | ---------------- | ---------------- |
| 2012             | 川崎             | 34               | J1               | 10               | 0                | -                | -                | 2                | 0                | 12               | 0                |
| 2013             | 川崎             | 24               | J1               | 3                | 0                | 3                | 0                | 1                | 0                | 7                | 0                |
| 2014             | 大分             | 29               | J2               | 34               | 6                | -                | -                | 2                | 1                | 36               | 7                |
| 2015             | 大分             | 19               | J2               | 12               | 2                | -                | -                | -                | -                | 12               | 2                |
| 2015             | 岐阜             | 39               | J2               | 15               | 1                | -                | -                | 0                | 0                | 15               | 1                |
| 2016             | 岐阜             | 14               | J2               | 30               | 4                | -                | -                | 1                | 1                | 31               | 5                |
| 2017             | 岐阜             | 14               | J2               | 28               | 6                | -                | -                | 1                | 0                | 29               | 6                |
| 2018             | 岐阜             | 14               | J2               | 38               | 5                | -                | -                | 1                | 1                | 39               | 6                |
| 2019             | 岐阜             | 14               | J2               | 19               | 2                | -                | -                | 1                | 0                | 20               | 2                |
| 2019             | 琉球             | 36               | J2               | 15               | 2                | -                | -                | -                | -                | 15               | 2                |
| 2020             | 琉球             | 8                | J2               | 42               | 10               | -                | -                | 0                | 0                | 42               | 10               |
| 2021             | 琉球             | 8                | J2               | 42               | 5                | -                | -                | 0                | 0                | 42               | 5                |
| 2022             | 千葉             | 8                | J2               | 25               | 1                | -                | -                | 1                | 0                | 26               | 1                |
| 2023             | 千葉             | 8                | J2               | 38               | 4                | -                | -                | 0                | 0                | 38               | 4                |
| 2024             | 千葉             | 8                | J2               | 19               | 0                | 1                | 0                | 3                | 1                | 23               | 1                |
| 2025             | 千葉             | 8                | J2               | 1                | 0                | 1                | 0                | 0                | 0                | 2                | 0                |
| 通算             | 日本             | 日本             | J1               | 13               | 0                | 3                | 0                | 3                | 0                | 19               | 0                |
| 通算             | 日本             | 日本             | J2               | 358              | 48               | 2                | 0                | 10               | 4                | 370              | 52               |
| 総通算           | 総通算           | 総通算           | 総通算           | 371              | 48               | 5                | 0                | 13               | 4                | 389              | 52               |

その他の公式戦
- 2023年
  - J1昇格プレーオフ 1試合0得点
- J1初出場 - 2012年7月28日 大宮アルディージャ戦（等々力陸上競技場）
- J2初出場 - 2014年3月16日 カマタマーレ讃岐戦（大分銀行ドーム）
  - 初得点 - 2014年5月3日 アビスパ福岡戦（レベルファイブスタジアム）

## 代表歴
- U-17日本代表
- U-18日本代表候補
- U-19日本代表
  - AFC U-19選手権2012